# Glamourina
Glamourina (от Glam, рус. Гламурина) (Наталья Грицук, род. 15 мая 1988 года) — польская стилистка и модная блогерша, создающая модные стилизации. Её блог описывает создание новых модных образов, которые она представляет сама вместо того, чтобы нанимать моделей. Некоторые творения стилистки были использованы в презентациях, организованных спонсорами.
Помимо моды, Glamourina является основным автором курса украинского языка для польских читателей.

## История блога
Гламурина создала свой блог в начале 2011 года. Он быстро стал популярным и привлек внимание спонсоров. Сначала она работала в основном с польскими интернет-магазинами одежды, которые стремились рекламировать свои бренды для читателей. Через несколько месяцев польские и международные бренды начали активно приглашать её на свои мероприятия.

## Мода
В июле 2011 года австралийская ювелирная компания Diva пригласила нескольких польских блогерш на профессиональную уличную фотосессию, где Гламурина и другие модные блогерши должны были создать стилизацию, используя ювелирные изделия компании Diva.
В сентябре 2011 года компания Gatta пригласила нескольких модных блогерш на презентацию, во время которой они должны были создать стилизацию с продуктами Gatta из коллекции Joannahorodynskagatta от дизайнера Joanna Horodyńska.
В октябре 2011 года Glamourina приняла участие в презентации Warsaw Fashion Weekend, спонсорами которого были BlackBerry и Play, а ведущей была известная стилистка Jola Czaja. На этот раз вместо того, чтобы блогеры продемонстрировали свои стилизации — модели показали дефиле.
Помимо участия в подобных мероприятиях Гламурина работает и с другими брендами — например Atlantic, создаёт стилизации с их одеждой или аксессуарами и показывает их в своём блоге.